# برنامج تدريب وتجهيز السوريين
برنامج تدريب وتجهيز السوريين هو عملية عسكرية مستمرة بقيمة 500 مليون دولار أمريكي تقودها الولايات المتحدة وتحدد وتدريب قوات المعارضة السورية المختارة داخل سوريا وكذلك في تركيا والدول الأخرى المتحالفة مع الولايات المتحدة التي ستعود بعد ذلك إلى سوريا لمحاربة داعش.

## الخلفية
مع اندلاع الحرب الأهلية السورية في عام 2011 بدأت إدارة أوباما جهودها لدعم الإطاحة بحكومة بشار الأسد في دمشق. في اتجاه الرئيس الأمريكي باراك أوباما تم تعيين وكالة الاستخبارات المركزية على العمليات التي تبلغ قيمتها حوالي مليار دولار سنويا لتسليح القوات المناهضة للحكومة في سوريا في المراحل الأولى من الحرب الأهلية السورية التي بدأت في عام 2011. في البداية قدمت وكالة المخابرات المركزية فقط المتمردين المعتدلين على ما يبدو من الجيش السوري الحر مع المعونة غير الفتاكة ولكن سرعان ما بدأت توفير التدريب والنقد والاستخبارات لمتمردين مختارين قادة.
في حين بدأت البرامج التي تديرها وكالة المخابرات المركزية لتسليح وتدريب فصائل المعارضة السورية عام 2013 في 17 سبتمبر 2014 فقد صوت مجلس النواب الأمريكي على تفويض السلطة التنفيذية لتدريب وتجهيز المتمردين السوريين ضد قوات داعش. كانت إحدى الجماعات التي تعتزم الولايات المتحدة تدريبها وتجهيزها جيش المجاهدين في حين تم بالفعل تزويد مجموعة حركة حزم. كانت هناك مؤشرات على أن جيش المجاهدين لا يزال يجري فحصه للحصول على الدعم. كان من المقرر أن ترسل الولايات المتحدة 400 جندي ومئات من موظفي الدعم إلى البلدان المجاورة لسوريا لتدريب 5,000 من جنود المعارضة سنويا للسنوات الثلاث المقبلة. كانت الدول المشاركة في برنامج التدريب والتجهيز تضم الأردن وقطر والمملكة العربية السعودية وتركيا. أكد البنتاغون أنه اختار 1200 عضو من المعارضة السورية لبدء التدريب في مارس 2015 مع 3000 لاستكمال التدريب بحلول نهاية عام 2015. ومع ذلك فإن حوالي 200 منهم من الذين بدأوا بالفعل التدريب غادروا بعد أن طلب منهم الموافقة على القتال ضد داعش وليس حكومة الأسد. حتى منتصف عام 2015 لم يتم نشر سوى 54 من هؤلاء المقاتلين (الشعبة 30) التي كانت جبهة النصرة تسير بسرعة.
كانت التجربة الناجحة في عين العرب قد أبلغت السياسة الأميركية فيما يتعلق بتسليح مجموعات المعارضة السورية بخلاف وحدات حماية الشعب الكردية مع خطط لإعطاء مجموعات أخرى تقنية مجهزة بمعدات الراديو ونظام التموضع العالمي للاتصال بالغارات الجوية. قال جون ألين مبعوث الرئيس أوباما إلى التحالف الدولي ضد داعش: «من الواضح أن هذا جزء من خطتنا وأننا لن نقوم بتدريبهم فحسب بل سنقوم بتزويدهم بأحدث أنظمة الأسلحة ولكننا سنحمي أيضا عندما يحين الوقت» مشيرا إلى مساعدة المعارضة بدعم جوي ومناطق حظر الطيران. أعلنت المملكة المتحدة أنها سترسل حوالي 75 مدربا عسكريا لتدريب قوات المعارضة السورية. بدأ برنامج التدريب والتجهيز في 9 مايو. في 25 مايو وافقت تركيا والولايات المتحدة «من حيث المبدأ» على ضرورة دعم هذه القوات بالدعم الجوي.

## حظر استخدام القوات الأمريكية
أقر تشريع الكونغرس الذي يأذن لوزير الدفاع الأمريكي بمساعدة قوات المعارضة السورية على مشروع قانون لاستمرار الاعتمادات للسنة المالية 2015. حدد مشروع القانون أن الأمين قد أذن له «... بتقديم المساعدة بما في ذلك التدريب والمعدات واللوازم من أجل التحقق بشكل مناسب من عناصر المعارضة السورية وغيرها من المجموعات والأفراد السوريين الذين تم فحصهم بشكل مناسب...» وكان الغرض من هذا الدعم هو حماية الشعب السوري والأمريكيين وغيرهم من الأصدقاء والحلفاء من داعش والإرهابيين الآخرين والدفاع عنهم في سوريا وتعزيز الظروف لتسوية تفاوضية لإنهاء الصراع في سوريا.
حظر تفويض الكونجرس على وجه التحديد ادخال القوات الأمريكية أو القوات الأمريكية الأخرى في الأعمال العدائية. قال مشروع القانون:

## التخطيط والتدريب
اعتبارا من 4 نوفمبر 2014 كانت وزارة الدفاع الأمريكية تستعد لإنشاء البرنامج. ساهمت عدة بلدان في التحالف المناهض لتنظيم داعش المدربين. تأمل إدارة أوباما في تحديد المتمردين السوريين غير الإسلاميين الموثوق بهم الموجودين حاليا في تركيا. حدد البنتاغون 7000 مرشح محتمل للبرنامج. بعد التحقق من هوياتهم واجتياز الاختبارات الأولية يتم تدريب المرشحين على التكتيكات ونظم الأسلحة المتقدمة من قبل وزارة الدفاع. ثم تم تجهيز المتمردين بالمعدات الأمريكية وأعيدوا إلى حدود سوريا. تأمل واشنطن العاصمة في تدريب جيش مكون من 15 ألف متمرد لمحاربة داعش.
سمحت تركيا لحوالي 1000 جندي أمريكي شاركوا في برنامج التدريب لدخول تركيا. أعلنت المملكة المتحدة في مارس 2015 أنها سترسل 75 فردا عسكريا إلى تركيا كجزء من الجهود التي تقودها الولايات المتحدة.

## النشر
أنجز مائة رجل برنامجا تدريبيا لمدة 54 يوما في الأردن وعادوا إلى سوريا في أواخر يونيو 2015.
في 12 يوليو 2015 عبرت الطبقة الأولى من 54 مقاتلا من القوات السورية الجديدة المدربة في تركيا الحدود إلى سوريا. على الرغم من الدعم المكثف من قبل الولايات المتحدة ففي غضون 24 ساعة الأولى من نشرهم فإن غالبية المجندين إما ماتوا أو فقدوا وتم القبض على زعيمهم من قبل جبهة النصرة التابعة لتنظيم القاعدة. نشرت جبهة النصرة صور على وسائل الإعلام الاجتماعية في اليوم التالي تظهر الأسلحة والمعدات الأمريكية التي استولوا عليها من المجموعة. بحلول سبتمبر أقر البنتاغون بأنه لم يتبق سوى «أربعة أو خمسة» متمردين مدعومين من الولايات المتحدة.
قال المرصد السوري لحقوق الإنسان يوم الأحد 20 سبتمبر 2015 أن خمسة وسبعين من المتمردين السوريين الذين دربتهم الولايات المتحدة وحلفاؤها لمحاربة داعش دخلوا شمال سوريا منذ يوم الجمعة 2015. ذكرت رويترز أن رامي عبد الرحمن مدير المرصد قال وقد عبر المتمردون إلى سوريا من تركيا مع 12 مركبة مجهزة بالرشاشات. لكن بعد ذلك بوقت قصير كانت هناك تقارير تفيد بأن الجماعة سلمت شاحناتها الجديدة وأسلحتها وذخائرها إلى جبهة النصرة فور عبورها الحدود إلى سوريا.

## مستقبل غير مؤكد
أثر القضاء على الموجة الأولى من المتمردين المدعومين من الولايات المتحدة على تجنيد مرشحين جدد. أثبت البرنامج جدلا كبيرا في الكونغرس ويواجه مستقبل غير مؤكد. غادر بعض المتمردين البرنامج بعد أن طلب منهم التوقيع على اتفاق يتعهد بعدم مهاجمة القوات الموالية للأسد. ومع ذلك ذكرت الصحفيان ميسي ريان وغريغ جاف في واشنطن بوست يوم الاثنين 21 سبتمبر 2015 أن المكتب التنفيذي للرئيس يعمل على وضع خطة لتوفير الأسلحة «لمجموعة واسعة من الجماعات المتمردة في سوريا ومعايير تدقيق مرنة من أجل مشاركة عميقة وفعالة لأميركا في الحرب الأهلية الجارية».
في العام التالي وفي نهاية سبتمبر 2016 أكد المتحدث باسم قوة المهام المشتركة – عملية العزم الصلب أن قوات سوريا الديمقراطية بقيادة وحدات حماية الشعب هي أيضا جزء من القوات التدقيقية في القطار وتجهيز البرنامج. أدان رئيس تركيا رجب طيب أردوغان هذا وادعى أن قوات الدفاع الذاتي تعرض مستقبلنا للخطر.
في 31 يناير 2017 تلقت قوات الدفاع الذاتي عددا من ناقلات الجنود المدرعة التي تنتجها شركة أرمورغروب. أكد المسؤول العسكري الأمريكي العقيد جون دوريان أن مركبات القتال المدرعة كانت تزودها الولايات المتحدة.
بحلول يوليو 2017 تم تدريب أكثر من 8500 من أفراد قوات الدفاع الذاتي من قبل التحالف بقيادة الولايات المتحدة وفي النصف الأول من عام 2017 تم تسليم أكثر من 400 مركبة ومعدات أخرى لأكثر من 40 ألف جندي من قوات الدفاع الذاتي.